# Megachile moderata
Megachile moderata är en biart som beskrevs av Smith 1879. Megachile moderata ingår i släktet tapetserarbin, och familjen buksamlarbin. Inga underarter finns listade i Catalogue of Life.